# わかりません
「わかりません」は、日本の歌手アン・ルイスの4枚目のシングル。1973年4月25日にビクターレコードから発売された。規格品番はSV-2335。

## 概要
本作の作詞は、3作続いたなかにし礼に代わり安井かずみが手掛けている。2020年9月2日にはMEG-CDとして復刻された。規格品番はVODL-30129。

## 収録曲
1. わかりません（3分24秒）
作詩：安井かずみ / 作曲：ジェーン・ナカシマ / 編曲：川口真 / 演奏：ビクター・オーケストラ
2. 悲しみはふるさとの想い出（2分56秒）
作詩：加能順也 / 作編曲：川口真 / 演奏：ビクター・オーケストラ